# Хуліо Аббаді
Хуліо Сезар Аббаді Хісмеро (ісп. Julio César Abbadie Gismero, 7 вересня 1930, Сан-Рамон — 16 липня 2014, Монтевідео) — уругвайський футболіст, що грав на позиції нападника за клуби «Пеньяроль», «Дженоа» та «Лекко», а також національну збірну Уругваю.
Семиразовий чемпіон Уругваю. Володар Кубка Лібертадорес. Володар Міжконтинентального кубка.

## Клубна кар'єра
Народився 7 вересня 1930 року в місті Сан-Рамон від батька з Франції та матері-іспанки. Вихованець юнацьких команд футбольних клубів «Атенас» та «Альбіон».
У дорослому футболі дебютував 1949 року виступами за команду «Пеньяроль», в якій провів сім сезонів, взявши участь у 76 матчах чемпіонату.  У складі «Пеньяроля» був одним з головних бомбардирів команди, маючи середню результативність на рівні 0,53 голу за гру першості.
Своєю грою за цю команду привернув увагу представників тренерського штабу клубу «Дженоа», до складу якого приєднався 1956 року. Відіграв за генуезький клуб наступні чотири сезони своєї ігрової кар'єри. Більшість часу, проведеного у складі «Дженоа», був основним гравцем атакувальної ланки команди.
Протягом 1960—1962 років захищав кольори клубу «Лекко».
1962 року повернувся до клубу «Пеньяроль», за який відіграв 7 сезонів.  Завершив професійну кар'єру футболіста виступами за команду «Пеньяроль» у 1969 році.

## Виступи за збірну
1952 року дебютував в офіційних матчах у складі національної збірної Уругваю. Протягом кар'єри у національній команді провів у її формі 28 матчів, забивши 16 голів.
У складі збірної був учасником:
чемпіонату світу 1954 року у Швейцарії, де зіграв з Чехословаччиною (2-0), з Шотландією (7-0), в чвертьфіналі з Угорщиною (2-4) і в матчі за третє місце з Австрією (1-3). Зробив дубль у грі з Шотландією;
чемпіонату Південної Америки 1955 року у Чилі, де забив три голи в п'яти іграх.
Помер 16 липня 2014 року на 84-му році життя у місті Монтевідео.

## Титули і досягнення
- Чемпіон Уругваю (8):

«Пеньяроль»: 1951, 1953, 1954, 1962, 1964, 1965, 1967, 1968
- Володар Кубка Лібертадорес (1):

«Пеньяроль»: 1966
- Володар Міжконтинентального кубка (1):

«Пеньяроль»: 1966